# Музей банкнот и почтовых марок (Токио)
Музей банкнот и почтовых марок (яп. お札と切手の博物館) — нумизматический и филателистический музей в Токио, рассказывающий об истории денежных знаков и почтовых марок Японии, технологиях их производства и культуре использования. Вся информация в музее представлена исключительно на японском языке.

## История
В 1871 году при Министерстве финансов Японии было основано Национальное Бюро печати. В это же время в стране стали использоваться первые банкноты и почтовые марки. С этого момента Национальное бюро печати всегда отвечало за выпуск банкнот, почтовых марок и ценных бумаг. Разнообразная печатная продукция и накопленный на протяжении многих лет опыт производства представляют собой ценный исторический материал. В 1971 году, в год столетнего юбилея, Бюро получило в собственность новое здание в районе Синдзюку. Два этажа этого здания были отведены под музей, который открылся для широкой публики в 2011 году.

## Коллекция
В выставочных залах музея экспонируются банкноты, почтовые марки, ценные бумаги, печатные машины, шаблоны для шелкографии. Наиболее ранние экземпляры японских банкнот относятся к началу периода Эдо. Кроме большой коллекции японских денежных знаков в музее представлены банкноты других государств. Экспозиции на первом этаже демонстрируют материалы, инструменты и оборудование, предназначенные для производства банкнот и почтовых марок. Несколько стендов рассказывают о попытках подделать денежные знаки и способах противодействия этим преступным посягательствам. На втором этаже развёрнута обширная выставка японских почтовых марок и марок других стран. В дополнение к маркам выставлены государственные облигации, ценные бумаги и другие финансовые документы. Один из стендов рассказывает о истории Национального бюро печати. Временные экспозиции также располагаются на втором этаже.
В интерактивной части музея любой посетитель имеет возможность подержать в руках упаковку с банкнотами на сумму 100 млн японских иен, изготовить для себя открытку из древесной массы с водяными знаками, рассмотреть под микроскопом денежную купюру и узнать денежный эквивалент своего роста и веса.